# Dzień Republiki (Malta)
Dzień Republiki (ang. Republic Day, malt. Jum ir-Repubblika) – święto narodowe obchodzone przez mieszkańców Malty 13 grudnia. Coroczne celebrowanie tego dnia ma swój początek w 1974 roku, kiedy brytyjska królowa Elżbieta II przestała być królową Malty, a w zamian wybrany został pierwszy prezydent republiki. 

## Historia
Maltańczycy zostali częścią imperium brytyjskiego po zakończeniu wojen napoleońskich, kiedy Wielka Brytania oswobodziła ich od francuskich okupantów, którzy sami z kolei usunęli długoletnich "rządców" wyspy – rycerzy Zakonu św. Jana. Malta okazała się niezwykle ważną dla Brytyjczyków, kiedy po latach otwarto Kanał Sueski i wyspa stała się obowiązkowym przystankiem śródziemnomorskim dla statków zdążających do Indii.

W czasie II wojny światowej Malta znów potwierdziła swoje wyjątkowe znaczenie, ze względu na bliskość do państw Osi i tras okrętowych wokół Włoch. Inwazja Aliantów na Włochy rozpoczęła się właściwie z Malty.

Po pomyślnych negocjacjach z Brytyjczykami w sprawie niepodległości w 1964 roku, Malta przekształciła się w państwo członkowskie brytyjskiej Wspólnoty Narodów (Commonwealth of Nations), z brytyjskim monarchą jako głową państwa. Zwycięstwo Partii Pracy w 1971 roku doprowadziło znów do zmiany status quo. Zaczęła ona forsować koncepcję przeistoczenia Malty w republikę z własnym prezydentem. 13 grudnia 1974 roku, po drastycznych zmianach w konstytucji, Malta ostatecznie przekształciła się w republikę, pozostając we Wspólnocie Narodów. Sir Anthony Mamo rozpoczął swoje urzędowanie jako pierwszy prezydent Malty.     

## Obchody
Dzień Republiki obchodzony jest na całej Malcie, a zwłaszcza w stolicy Valletcie i w Marsie. Za organizację święta każdego roku odpowiedzialny jest Krajowy Komitet Obchodów. 

Niektóre wydarzenia odbywające się w Dniu Republiki:

- ceremonia wręczenia nagród przez prezydenta republiki osobom, które przyniosły chlubę i honor Malcie poprzez wykonywaną działalność lub uzyskany sukces,
- złożenie wieńców przy wszystkich ważniejszych pomnikach, jak np. Pomniku Dnia Republiki w Marsie,
- parady wojskowe w Valletcie i Marsie,
- doroczny koncert w Teatrze Manoel, gdzie każdego roku występuje zespół muzyczny z innej maltańskiej miejscowości, grając tradycyjne, popularne i nowe marsze,
- pokazy fajerwerków, szczególnie nad Grand Harbour pomiędzy Vallettą i Marsą[1].